# Kanton Épernon
 Épernon  is een kanton van het Franse departement Eure-et-Loir. Het kanton maakt deel uit van de arrondissementen Chartres (13) en Dreux  (10).

In 2018 telde het 33.727 inwoners.

Het kanton werd gevormd ingevolge het decreet van 24 februari 2014 met uitwerking op 22 maart 2015, met Épernon als hoofdplaats.

## Gemeenten
Het kanton omvat volgende gemeenten:
- Bouglainval
- Chartainvilliers
- Coulombs
- Droue-sur-Drouette
- Épernon
- Faverolles
- Gas
- Hanches
- Houx
- Lormaye
- Maintenon
- Mévoisins
- Néron
- Nogent-le-Roi
- Pierres
- Les Pinthières
- Saint-Laurent-la-Gâtine
- Saint-Lucien
- Saint-Martin-de-Nigelles
- Saint-Piat
- Senantes
- Soulaires
- Villiers-le-Morhier